# جفری هارتمن
جفری هارتمن (به انگلیسی: Geoffrey Hartman) (زاده: ۱۹۲۹- درگذشته: ۱۴ مارس ۲۰۱۶) منتقد ادبی آمریکایی و یکی از شاخص‌ترین صاحب نظران مکتب شالوده‌شکنی دانشگاه ییل است. او در یک خانواده یهودی در آلمان به‌دنیا آمد، در ۱۹۴۶ به آمریکا مهاجرت کرد و در ۱۴ ماه مارس ۲۰۱۶ در ۸۶ سالگی در آمریکا درگذشت.
هارتمن پروفسور بازنشسته دانشگاه ییل در رشته ادبیات انگلیسی و ادبیات تطبیقی است. او از علاقه‌مندان به اشعار ویلیام وردزورث شاعر انگلیسی است و تحلیل‌های بدیعی از برخی شعرهای او دارد.